# Garbatka Nowa
Garbatka Nowa (prononciation : [ɡarˈbatka ˈnɔva]) est un village polonais de la gmina de Garbatka-Letnisko dans le powiat de Kozienice de la voïvodie de Mazovie dans le centre-est de la Pologne.
Le village possède approximativement une population de 160 habitants en 2003.

## Histoire
De 1975 à 1998, le village appartenait administrativement à la voïvodie de Radom.